# Campeonato de Fútbol Playa 2018 (Argentina)
El Campeonato de Fútbol Playa AFA 2018 fue la segunda edición de este torneo. Fue organizado por la Asociación del Fútbol Argentino.
Esta copa contó con la participación de los equipos: Acassuso, Buenos Aires City F.C., Huracán, Unión Deportivo Provincial y Racing Club, Argentino de Rosario y Rosario Central.
La Zona A se disputaron en la sede del Estadio Adabel de Paula, perteneciente al Club Deportivo Municipal de Empalme Lobos, mientras que la zona B se desarrolló en el Balneario La Florida en la ciudad de Rosario. El torneo contó con dos zonas de tres equipos cada una, clasificando los dos mejores a seminales.

## Resultados

#### Primera Fase[3]

##### Zona A
| Equipo                     | Pts. | PJ | PG | PG++ | PP | GF | GC | Dif. |
| -------------------------- | ---- | -- | -- | ---- | -- | -- | -- | ---- |
| Acassuso                   | 4    | 2  | 1  | 1    | 0  | 8  | 4  | +4   |
| Unión Deportivo Provincial | 3    | 2  | 1  | 0    | 1  | 4  | 7  | -3   |
| Huracán                    | 0    | 2  | 0  | 0    | 2  | 7  | 8  | -1   |

| 6 de octubre, 9:00 (UTC-3) | Acassuso | 4 : 4 (t. s.)(4 : 3 p.) | Huracán | Estadio Adabel de Paula, Empalme Lobos |  |

| 6 de octubre, 11:00 (UTC-3) | Huracán | 3 : 4 | Unión Deportivo Provincial | Estadio Adabel de Paula, Empalme Lobos |  |

| 6 de octubre, 16:00 (UTC-3) | Unión Deportivo Provincial | 0 : 4 | Acassuso | Estadio Adabel de Paula, Empalme Lobos |  |

##### Zona B
| Equipo                  | Pts. | PJ | PG | PG++ | PP | GF | GC | Dif. |
| ----------------------- | ---- | -- | -- | ---- | -- | -- | -- | ---- |
| Argentino de Rosario    | 6    | 2  | 2  | 0    | 0  | 7  | 4  | +3   |
| Buenos Aires City F. C. | 3    | 2  | 1  | 0    | 1  | 6  | 6  | 0    |
| Rosario Central         | 0    | 2  | 0  | 0    | 2  | 5  | 8  | -3   |

| 6 de octubre, 9:00 (UTC-3) | Argentino de Rosario | 3 : 2 | Buenos Aires City F. C. | Balneario La Florida, Rosario |  |

| 6 de octubre, 11:00 (UTC-3) | Buenos Aires City F. C. | 4 : 3 | Rosario Central | Balneario La Florida, Rosario |  |

| 6 de octubre, 16:00 (UTC-3) | Rosario Central | 2 : 4 | Argentino de Rosario | Balneario La Florida, Rosario |  |

#### Semifinales[4]
| 13 de octubre, 15:30 (UTC-3) | Acassuso | 6 : 2 | Buenos Aires City F. C. | Estadio Adabel de Paula, Empalme Lobos |  |

| 13 de octubre, 17:00 (UTC-3) | Unión Deportivo Provincial | 4 : 3 | Argentino de Rosario | Estadio Adabel de Paula, Empalme Lobos |  |

#### Final
| 14 de octubre, 12:00 (UTC-3) | Acassuso | 5 : 4 | Unión Deportivo Provincial | Estadio Adabel de Paula, Empalme Lobos |  |

Club Atlético Acassuso

Campeón

1.º título